# Oophaga speciosa
Pralesnička panamská (Oophaga speciosa; české jméno „pralesnička panamská“ je používáno i pro druh Colostethus panamansis) je vyhynulý druh žáby z čeledi pralesničkovití. Tato relativně velká pralesnička měřila 28 až 31 mm, kůže byla téměř na celém povrchu těla hladká a měla červené zbarvení (přičemž konzervované vzorky získávají šedou barvu).
Pralesnička panamská představovala endemit části panamského pohoří Cordillera de Talamanca při hranicích s Kostarikou. Byl to druh vlhkých nížinných a velmi vlhkých horských lesů. Žil v nadmořské výšce asi 1 370 m n. m., pohyboval se především v podrostu, kam samice kladly i vajíčka. Vylíhnuté pulce samci přenášeli do rostlinných nádržek s vodou, kde probíhal další vývoj larev.
Panamskými oblastmi postupuje odlesňování a obecně degradace původních stanovišť následkem rozšiřování městských a příměstských oblastí, těžby dřeva a rozvoje železniční sítě. Společně se ztrátou biotopů představovala pralesnička panamská taktéž velmi žádaný druh pro mezinárodní obchod s domácími zvířaty. Poslední záznam o druhu pochází z roku 1992, kdy byly některé žáby exportovány z Panamy do Spojených států amerických. Roku 1996 postihla oblast výskytu pralesničky epidemie (plísňového onemocnění) chytridiomykózy vyvolávané houbou Batrachochytrium dendrobatidis, od té doby nebyl tento druh – i přes několikeré snahy o objevení – nalezen. Mezinárodní svaz ochrany přírody (IUCN) pralesničku panamskou od roku 2020 klasifikuje jako vyhynulou. V zoologických zahradách žádné populace nežijí, podle IUCN však existuje velmi malá pravděpodobnost, že někteří jedinci kdysi populárního teraristického druhu stále přežívají v několika soukromých chovech; tato možnost si zasluhuje promptní prošetření.